# Максимовка (Волгоградская область)
Максимовка — хутор в Палласовском районе Волгоградской области, в составе Савинского сельского поселения.
Хутор расположен на правом берегу реки Торгун, в 15 км северо-восточнее села Савинка. Хутор обслуживает почтовое отделение 404232, расположенное в ближайшем к Максимовке населённом пункте посёлке Кумысолечебница.

## История
До 1941 года — хутор относился к Палласовскому кантону АССР немцев Поволжья.
28 августа 1941 года был издан Указ Президиума ВС СССР о переселении немцев, проживающих в районах Поволжья. Немецкое население АССР немцев Поволжья было депортировано. После ликвидации АССР, хутор, как и другие населённые пункты Палласовского кантона, был включён в состав Волгоградской области.
С момента образования района хутор относился к Савинскому сельсовету (центр — село Савинка).

## Население
Динамика численности населения по годам:
| 1987 | 2002 |
| ---- | ---- |
| ≈190 | 101  |

| 2010 |
| ---- |
| 66   |